# Елеро Елия
Елеро Елия (на холандски Eljero Elia, собственото име се произнася по-близко до Елйеро, поради наличие на йотация има разлика между произношението и правописа) е холандски футболист, роден на 13 февруари 1987 г. във Воорбьорг. Играч на Вердер. Играе на поста ляво крило или като втори нападател.

## Клубна кариера
Елия започва да тренира футбол в няколко аматьорски отбора, преди да отиде в ДЮШ на АДО Ден Хааг. Следват две години в школата на Аякс и завръщане в Хага. През 2004 г. дебютира в А отбора на АДО. След като АДО изпада в Ередивизи през сезон 2006/2007 и след конфликт с новия треньор Лекс Схьонмакер, Елиа решава да напусне отбора. Аякс изявява желание да го закупи, но при условие че веднага след това го върне под наем в АДО. Елиа обаче избира офертата на Твенте, където бързо се налага като титуляр и една от водещите фигури в отбора. През 2009 г. пристигат нови оферти от Аякс и ПСВ Айндховен, но Елиа преминава в Хамбургер за 8,5 милиона евро. Същата година печели наградата Йохан Кройф за футболен талант на годината.

## Национален отбор
През 2005 г. Елия дебютира в националния отбор до 19 г., а година по-късно е привикан при младежите. Има един мач за Б отбора на Холандия, а през юли 2009 г. попада в разширения състав на Берт ван Марвейк за контролата на Холандия с Англия, но отпада от отбора заради контузия в коляното.

## Успехи
- Награда Йохан Кройф за футболен талант на годината – 2009